# Список лауреатів Нобелівської премії з фізіології або медицини

Аверс медалі лауреата премії

Нобелівська премія з фізіології або медицини (швед. Nobelpriset i fysiologi eller medicin) — одна з п'яти премій, започаткованих Альфредом Нобелем відповідно до його заповіту 1895 року. Премію присуджують щорічно з 1901 року за видатні заслуги в галузі фізіології або ж медицини.
Вибір лауреатів премії відбувається кожного року у жовтні Нобелівським комітетом з фізіології або медицини при Каролінському інституті. Нагородження лауреатів відбувається у день смерті Альфреда Нобеля 10 грудня у Стокгольмі. Кожен лауреат отримує диплом та медаль лауреата Нобелівської премії, а також грошову винагороду.

## Лауреати
Уперше Нобелівську премію з фізіології або медицини було присуджено 1901 року німецькому досліднику Емілю фон Берінгу.
За час свого існування, з 1901 року до нашого часу, премію присуджували 115 разів, а її лауреатами ставала 229 осіб. Найчастіше (40 разів) лауреатом премії ставала одна особа, 36 разів премію здобували одразу двоє, 39 разів — одразу троє вчених. У 1915–1918, 1921, 1925 та 1940–1942 роках Нобелівську премію в галузі фізіології або медицини не присуджували.
З-поміж 229 лауреатів премії лише 13 є жінками. Першою жінкою, яка здобула премію стала Герті Тереза Корі — лауреат 1947 року. Крім неї, жінки отримували премію у 1977, 1983, 1986, 1988, 1995, 2004, 2008, 2009, 2014, 2015 та 2023 роках.
Середній вік лауреатів на момент отримання премії становить 57 років. Наймолодшим лауреатом є лауреат 1923 року Фредерік Бантинг, якому було присуджено премію у 32 роки, найстаршим — лауреат 1966 року Френсіс Пейтон Раус, який здобув свою премію у віці 87 років.
У 1939 році Герхард Домагк під тиском влади Німеччини змушений був відмовитися від присудженої йому премії. 1947 року Домагк все ж таки отримав диплом і медаль лауреата, але не грошову винагороду — її було повернуто до резервного фонду Нобелівського комітету. 2011 року премію було присуджено посмертно Ральфу Стейнману, оскільки на момент присудження премії Нобелівський комітет вважав його живим.
Останніми лауреатами Нобелівської премії з фізіології або медицини 2024 року стали дослідники з США Віктор Амброс та Гері Равкін.

## Список лауреатів
Легенда:

### 1901—1910
| Рік  | Портрет | Ім'я                                    | Країна              | Обґрунтування | Примітка |
| ---- | ------- | --------------------------------------- | ------------------- | --- | -------- |
| 1901 |         | Еміль Адольф фон Берінг (1854—1917)     | Німецька імперія    | За роботи, присвячені сироватковій терапії, особливо за її застосування при лікуванні дифтерії, що відкрило нові шляхи у медичній науці і тим самим дало до рук лікарів переможну зброю проти хвороби та смертіОригінальний текст (англ.) For his work on serum therapy, especially its application against diphtheria, by which he has opened a new road in the domain of medical science and thereby placed in the hands of the physician a victorious weapon against illness and deaths | [ 3 ]    |
| 1902 |         | Рональд Росс (1857—1932)                | Велика Британія     | За праці, присвячені малярії, у якій він показав, яким чином її збудник потрапляє до організму, й тим самим заклав основу для подальших успішних досліджень у галузі розробоки методів боротьби з цією хворобоюОригінальний текст (англ.) For his work on malaria, by which he has shown how it enters the organism and thereby has laid the foundation for successful research on this disease and methods of combating it                                                                | [ 7 ]    |
| 1903 |         | Нільс Рюберг Фінзен (1860—1904)         | Данія               | На знак визнання його заслуг у лікуванні хвороб — особливо вовчака — за допомогою концентрованого світлового випромінювання, що відкрило нові можливості у медичній науціОригінальний текст (англ.) In recognition of his contribution to the treatment of diseases, especially lupus vulgaris, with concentrated light radiation, whereby he has opened a new avenue for medical science                                                                                                  | [ 8 ]    |
| 1904 |         | Іван Павлов (1849—1936)                 | Російська імперія   | На знак визнання праць з фізіології травлення, завдяки яким знання про життєво важливі аспекти цього питання було змінено та розширеноОригінальний текст (англ.) In recognition of his work on the physiology of digestion, through which knowledge on vital aspects of the subject has been transformed and enlarged | [ 9 ]    |
| 1905 |         | Роберт Кох (1843—1910)                  | Німецька імперія    | За дослідження й відкриття, що пов'язані з лікуванням туберкульозуОригінальний текст (англ.) For his investigations and discoveries in relation to tuberculosis | [ 10 ]   |
| 1906 |         | Камілло Гольджі (½) (1843—1926)         | Королівство Італія  | На знак визнання робіт про структуру нервової системиОригінальний текст (англ.) In recognition of their work on the structure of the nervous system | [ 11 ]   |
| 1906 |         | Сантьяго Рамон-і-Кахаль (½) (1852—1934) | Королівство Іспанія | На знак визнання робіт про структуру нервової системиОригінальний текст (англ.) In recognition of their work on the structure of the nervous system | [ 11 ]   |
| 1907 |         | Шарль Луї Альфонс Лаверан (1845—1922)   | Франція             | За дослідження ролі найпростіших у виникненні захворюваньОригінальний текст (англ.) In recognition of his work on the role played by protozoa in causing diseases | [ 12 ]   |
| 1908 |         | Ілля Мечников (½) (1845—1916)           | Російська імперія   | На знак визнання праць про імунітетОригінальний текст (англ.) In recognition of their work on immunity | [ 13 ]   |
| 1908 |         | Пауль Ерліх (½) (1854—1915)             | Німецька імперія    | На знак визнання праць про імунітетОригінальний текст (англ.) In recognition of their work on immunity | [ 13 ]   |
| 1909 |         | Еміль Теодор Кохер (1841—1917)          | Швейцарія           | За праці у галузі фізіології, патології та хірургії щитоподібної залозиОригінальний текст (англ.) For his work on the physiology, pathology and surgery of the thyroid gland | [ 14 ]   |
| 1910 |         | Альбрехт Коссель (1853—1927)            | Німецька імперія    | На знак визнання внеску у вивчення хімії клітини, внесеного дослідженням білків, зокрема нуклеїнових речовинОригінальний текст (англ.) In recognition of the contributions to our knowledge of cell chemistry made through his work on proteins, including the nucleic substances | [ 15 ]   |

### 1911—1920
| Рік  | Портрет                | Ім'я                          | Країна                 | Обґрунтування | Примітка |
| ---- | ---------------------- | ----------------------------- | ---------------------- | --- | -------- |
| 1911 |                        | Альвар Гульстранд (1862—1930) | Швеція                 | За роботи, присвячені діоптриці окаОригінальний текст (англ.) For his work on the dioptrics of the eye | [ 16 ]   |
| 1912 |                        | Алексіс Каррель (1873—1944)   | Франція                | На знак визнання робіт над судинним швом та трансплантації кровоносних судин й органівОригінальний текст (англ.) In recognition of his work on vascular suture and the transplantation of blood vessels and organs | [ 17 ]   |
| 1913 |                        | Шарль Робер Ріше (1850—1935)  | Франція                | На знак визнання робіт з анафілаксіїОригінальний текст (англ.) In recognition of his work on anaphylaxis | [ 18 ]   |
| 1914 |                        | Роберт Барані (↓) (1876—1936) | Австро-Угорщина        | За роботи з фізіології та патології вестибулярного апаратуОригінальний текст (англ.) For his work on the physiology and pathology of the vestibular apparatus                                                      | [ 19 ]   |
| 1915 | Премію не присуджували | Премію не присуджували        | Премію не присуджували | Премію не присуджували | [ 20 ]   |
| 1916 | Премію не присуджували | Премію не присуджували        | Премію не присуджували | Премію не присуджували | [ 21 ]   |
| 1917 | Премію не присуджували | Премію не присуджували        | Премію не присуджували | Премію не присуджували | [ 22 ]   |
| 1918 | Премію не присуджували | Премію не присуджували        | Премію не присуджували | Премію не присуджували | [ 23 ]   |
| 1919 |                        | Жуль Борде (↓) (1870—1961)    | Бельгія                | За відкриття, пов'язані з імунітетомОригінальний текст (англ.) For his discoveries relating to immunity | [ 24 ]   |
| 1920 |                        | Август Крог (1874—1949)       | Данія                  | За відкриття механізму регуляції просвіту капілярівОригінальний текст (англ.) For his discovery of the capillary motor regulating mechanism                                                                        | [ 25 ]   |

### 1921—1930
| Рік  | Портрет                | Ім'я                                     | Країна                 | Обґрунтування | Примітка |
| ---- | ---------------------- | ---------------------------------------- | ---------------------- | --- | -------- |
| 1921 | Премію не присуджували | Премію не присуджували                   | Премію не присуджували | Премію не присуджували | [ 26 ]   |
| 1922 |                        | Арчибальд Гілл (½) (↓) (1886—1977)       | Велика Британія        | За дослідження, пов'язані з утворенням тепла у м'язахОригінальний текст (англ.) For his discovery relating to the production of heat in the muscle | [ 27 ]   |
| 1922 |                        | Отто Меєргоф (½) (↓) (1884—1951)         | Німеччина              | За відкриття тісного взаємозв'язку між споживанням кисню та метаболізмом молочної кислоти у м'язахОригінальний текст (англ.) For his discovery of the fixed relationship between the consumption of oxygen and the metabolism of lactic acid in the muscle | [ 27 ]   |
| 1923 |                        | Фредерік Бантинг (½) (1891—1941)         | Канада                 | За відкриття інсулінуОригінальний текст (англ.) For the discovery of insulin | [ 28 ]   |
| 1923 |                        | Джон Маклеод (½) (1876—1935)             | Канада                 | За відкриття інсулінуОригінальний текст (англ.) For the discovery of insulin | [ 28 ]   |
| 1924 |                        | Віллем Ейнтговен (1860—1927)             | Нідерланди             | За відкриття механізму електрокардіограмиОригінальний текст (англ.) For his discovery of the mechanism of the electrocardiogram | [ 29 ]   |
| 1925 | Премію не присуджували | Премію не присуджували                   | Премію не присуджували | Премію не присуджували | [ 30 ]   |
| 1926 |                        | Йоганес Фібігер (↓) (1867—1928)          | Данія                  | За відкриття карциноми, що викликається SpiropteraОригінальний текст (англ.) For his discovery of the Spiroptera carcinoma | [ 31 ]   |
| 1927 |                        | Юліус Вагнер-Яурегг (1857—1940)          | Австрія                | За відкриття терапевтичного ефекту зараження малярією при лікуванні прогресивного паралічуОригінальний текст (англ.) For his discovery of the therapeutic value of malaria inoculation in the treatment of dementia paralytica                             | [ 32 ]   |
| 1928 |                        | Шарль Ніколь (1866—1936)                 | Франція                | За роботи, пов'язані з висипним тифомОригінальний текст (англ.) For his work on typhus | [ 33 ]   |
| 1929 |                        | Христіан Ейкман (½) (1858—1930)          | Нідерланди             | За внесок у відкриття вітамінівОригінальний текст (англ.) For his discovery of the antineuritic vitamin | [ 34 ]   |
| 1929 |                        | Фредерик Гоуленд Гопкінс (½) (1861—1947) | Велика Британія        | За відкриття вітамінів, що стимулюють процеси ростуОригінальний текст (англ.) For his discovery of the growth-stimulating vitamins | [ 34 ]   |
| 1930 |                        | Карл Ландштайнер (1868—1943)             | Австрія                | За відкриття груп крові людиниОригінальний текст (англ.) For his discovery of human blood groups | [ 35 ]   |

### 1931—1940
| Рік  | Портрет                | Ім'я                                   | Країна                 | Обґрунтування | Примітка |
| ---- | ---------------------- | -------------------------------------- | ---------------------- | --- | -------- |
| 1931 |                        | Отто Генріх Варбург (1883—1970)        | Німеччина              | За відкриття природи та механізму дії дихального ферментуОригінальний текст (англ.) For his discovery of the nature and mode of action of the respiratory enzyme | [ 36 ]   |
| 1932 |                        | Чарлз Скотт Шеррінгтон (½) (1857—1952) | Велика Британія        | За відкриття, що стосуються функцій нейронівОригінальний текст (англ.) For their discoveries regarding the functions of neurons | [ 37 ]   |
| 1932 |                        | Едгар Дуглас Едріан (½) (1889—1977)    | Велика Британія        | За відкриття, що стосуються функцій нейронівОригінальний текст (англ.) For their discoveries regarding the functions of neurons | [ 37 ]   |
| 1933 |                        | Томас Гант Морган (1866—1945)          | США                    | За відкриття, пов'язані з роллю хромосом у спадковостіОригінальний текст (англ.) For his discoveries concerning the role played by the chromosome in heredity | [ 38 ]   |
| 1934 |                        | Джордж Віпл (⅓) (1878—1976)            | США                    | За відкриття, пов'язані з використанням печінки при лікуванні анеміїОригінальний текст (англ.) For their discoveries concerning liver therapy in cases of anaemia | [ 39 ]   |
| 1934 |                        | Джордж Майнот (⅓) (1885—1950)          | США                    | За відкриття, пов'язані з використанням печінки при лікуванні анеміїОригінальний текст (англ.) For their discoveries concerning liver therapy in cases of anaemia | [ 39 ]   |
| 1934 |                        | Вільям Мерфі (⅓) (1892—1987)           | США                    | За відкриття, пов'язані з використанням печінки при лікуванні анеміїОригінальний текст (англ.) For their discoveries concerning liver therapy in cases of anaemia | [ 39 ]   |
| 1935 |                        | Ганс Шпеман (1869—1941)                | Німеччина              | За відкриття організуючих ефектів ембріонального розвиткуОригінальний текст (англ.) For his discovery of the organizer effect in embryonic development | [ 40 ]   |
| 1936 |                        | Генрі Дейл (½) (1875—1968)             | Велика Британія        | За відкриття, пов'язані з хімічною передачею нервових імпульсівОригінальний текст (англ.) For their discoveries relating to chemical transmission of nerve impulses | [ 41 ]   |
| 1936 |                        | Отто Леві (½) (1873—1961)              | Австрія                | За відкриття, пов'язані з хімічною передачею нервових імпульсівОригінальний текст (англ.) For their discoveries relating to chemical transmission of nerve impulses | [ 41 ]   |
| 1937 |                        | Альберт Сент-Дьйорді (1893—1986)       | Угорщина               | За відкриття, пов'язані з процесами біологічного окислення, пов'язаних зокрема з вивченням вітаміну С і каталізу фумарової кислотиОригінальний текст (англ.) For his discoveries in connection with the biological combustion processes, with special reference to vitamin C and the catalysis of fumaric acid | [ 42 ]   |
| 1938 |                        | Корней Гейманс (↓) (1892—1968)         | Бельгія                | За відкриття ролі синусного й аортального механізмів у регуляції диханняОригінальний текст (англ.) For the discovery of the role played by the sinus and aortic mechanisms in the regulation of respiration | [ 43 ]   |
| 1939 |                        | Герхард Домагк (*) (1895—1964)         | Німеччина              | За відкриття антибактеріального ефекту пронтозилуОригінальний текст (англ.) For the discovery of the antibacterial effects of prontosil | [ 44 ]   |
| 1940 | Премію не присуджували | Премію не присуджували                 | Премію не присуджували | Премію не присуджували | [ 45 ]   |

### 1941—1950
| Рік  | Портрет                | Ім'я                                       | Країна                 | Обґрунтування | Примітка |
| ---- | ---------------------- | ------------------------------------------ | ---------------------- | --- | -------- |
| 1941 | Премію не присуджували | Премію не присуджували                     | Премію не присуджували | Премію не присуджували | [ 46 ]   |
| 1942 | Премію не присуджували | Премію не присуджували                     | Премію не присуджували | Премію не присуджували | [ 47 ]   |
| 1943 |                        | Генрік Карл Петер Дам (½) (↓) (1895—1976)  | Данія                  | За відкриття вітаміну КОригінальний текст (англ.) For his discovery of vitamin K | [ 48 ]   |
| 1943 |                        | Едвард Адельберт Дойзі (½) (↓) (1893—1986) | США                    | За відкриття хімічної структури вітаміну КОригінальний текст (англ.) For his discovery of the chemical nature of vitamin K | [ 48 ]   |
| 1944 |                        | Джозеф Ерлангер (½) (1874—1965)            | США                    | За відкриття, пов'язані з високодиференційованими функціями деяких нервових волоконОригінальний текст (англ.) For their discoveries relating to the highly differentiated functions of single nerve fibres                                                    | [ 49 ]   |
| 1944 |                        | Герберт Спенсер Гассер (½) (1888—1963)     | США                    | За відкриття, пов'язані з високодиференційованими функціями деяких нервових волоконОригінальний текст (англ.) For their discoveries relating to the highly differentiated functions of single nerve fibres                                                    | [ 49 ]   |
| 1945 |                        | Александер Флемінг (⅓) (1881—1955)         | Велика Британія        | За відкриття пеніциліну та його цілющого впливу при лікуванні різних інфекційних захворюванняхОригінальний текст (англ.) For the discovery of penicillin and its curative effect in various infectious diseases                                               | [ 50 ]   |
| 1945 |                        | Ернст Боріс Чейн (⅓) (1906—1979)           | Велика Британія        | За відкриття пеніциліну та його цілющого впливу при лікуванні різних інфекційних захворюванняхОригінальний текст (англ.) For the discovery of penicillin and its curative effect in various infectious diseases                                               | [ 50 ]   |
| 1945 |                        | Говард Волтер Флорі (⅓) (1898—1968)        | Австралія              | За відкриття пеніциліну та його цілющого впливу при лікуванні різних інфекційних захворюванняхОригінальний текст (англ.) For the discovery of penicillin and its curative effect in various infectious diseases                                               | [ 50 ]   |
| 1946 |                        | Герман Джозеф Мюллер (1890—1967)           | США                    | За відкриття появи мутацій під впливом рентгенівського випромінюванняОригінальний текст (англ.) For the discovery of the production of mutations by means of X-ray irradiation                                                                                | [ 51 ]   |
| 1947 |                        | Карл Фердинанд Корі (¼) (1896—1984)        | США                    | За відкриття каталітичного перетворення глікогенуОригінальний текст (англ.) For their discovery of the course of the catalytic conversion of glycogen | [ 52 ]   |
| 1947 |                        | Герті Тереза Корі (¼) (1896—1957)          | США                    | За відкриття каталітичного перетворення глікогенуОригінальний текст (англ.) For their discovery of the course of the catalytic conversion of glycogen | [ 52 ]   |
| 1947 |                        | Бернардо Альберто Усай (½) (1887—1971)     | Аргентина              | За відкриття ролі гормонів передньої частки гіпофізу у метаболізмі глюкозиОригінальний текст (англ.) For his discovery of the part played by the hormone of the anterior pituitary lobe in the metabolism of sugar                                            | [ 52 ]   |
| 1948 |                        | Пауль Герман Мюллер (1899—1965)            | Швейцарія              | За відкриття високої ефективності ДДТ як контактної отрути проти багатьох видів членистоногихОригінальний текст (англ.) For his discovery of the high efficiency of DDT as a contact poison against several arthropods                                        | [ 53 ]   |
| 1949 |                        | Вальтер Гесс (½) (1881—1973)               | Швейцарія              | За відкриття функціональної організації проміжного мозку як координатора активності внутрішніх органівОригінальний текст (англ.) For his discovery of the functional organization of the interbrain as a coordinator of the activities of the internal organs | [ 54 ]   |
| 1949 |                        | Антоніо Еґаш Моніш (½) (1874—1955)         | Португалія             | За відкриття, що стосуються терапевтичної дії лейкотомії при лікуванні деяких психозів Оригінальний текст (англ.) For his discovery of the therapeutic value of leucotomy in certain psychoses                                                                | [ 54 ]   |
| 1950 |                        | Едвард Кендалл (⅓) (1886—1972)             | США                    | За відкриття, що стосуються гормонів кори надниркових залоз, їхньої структури та біологічних ефектівОригінальний текст (англ.) For their discoveries relating to the hormones of the adrenal cortex, their structure and biological effects                   | [ 55 ]   |
| 1950 |                        | Тадеуш Райхштайн (⅓) (1897—1996)           | Швейцарія              | За відкриття, що стосуються гормонів кори надниркових залоз, їхньої структури та біологічних ефектівОригінальний текст (англ.) For their discoveries relating to the hormones of the adrenal cortex, their structure and biological effects                   | [ 55 ]   |
| 1950 |                        | Філіп Генч (⅓) (1896—1965)                 | США                    | За відкриття, що стосуються гормонів кори надниркових залоз, їхньої структури та біологічних ефектівОригінальний текст (англ.) For their discoveries relating to the hormones of the adrenal cortex, their structure and biological effects                   | [ 55 ]   |

### 1951—1960
| Рік  | Портрет | Ім'я                                    | Країна          | Обґрунтування | Примітка |
| ---- | ------- | --------------------------------------- | --------------- | --- | -------- |
| 1951 |         | Макс Тейлер (1899—1972)                 | США             | За відкриття, пов'язані з жовтою гарячкою та боротьбою з неюОригінальний текст (англ.) For his discoveries concerning yellow fever and how to combat it | [ 56 ]   |
| 1952 |         | Зельман Ваксман (1888—1973)             | США             | За відкриття стрептоміцину, першого антибіотика, ефективного при лікуванні туберкульозуОригінальний текст (англ.) For his discovery of streptomycin, the first antibiotic effective against tuberculosis | [ 57 ]   |
| 1953 |         | Ганс Адольф Кребс (½) (1900—1981)       | Велика Британія | За відкриття циклу лимонної кислотиОригінальний текст (англ.) For his discovery of the citric acid cycle | [ 58 ]   |
| 1953 |         | Фріц Альберт Ліпман (½) (1899—1986)     | США             | За відкриття коферменту А та його значення для проміжних стадій метаболізмуОригінальний текст (англ.) For his discovery of co-enzyme A and its importance for intermediary metabolism | [ 58 ]   |
| 1954 |         | Джон Ендерс (⅓) (1897—1985)             | США             | За відкриття здатності вірусу поліомієліта рости в культурах різних тканинОригінальний текст (англ.) For their discovery of the ability of poliomyelitis viruses to grow in cultures of various types of tissue | [ 59 ]   |
| 1954 |         | Томас Гакл Веллер (⅓) (1915—2008)       | США             | За відкриття здатності вірусу поліомієліта рости в культурах різних тканинОригінальний текст (англ.) For their discovery of the ability of poliomyelitis viruses to grow in cultures of various types of tissue | [ 59 ]   |
| 1954 |         | Фредерік Чапмен Роббінс (⅓) (1916—2003) | США             | За відкриття здатності вірусу поліомієліта рости в культурах різних тканинОригінальний текст (англ.) For their discovery of the ability of poliomyelitis viruses to grow in cultures of various types of tissue | [ 59 ]   |
| 1955 |         | Гуґо Теорель (1903—1982)                | Швеція          | За відкриття, що стосуються природи і механізму дії окислювальних ферментівОригінальний текст (англ.) For his discoveries concerning the nature and mode of action of oxidation enzymes | [ 60 ]   |
| 1956 |         | Андре Фредерік Курнан (⅓) (1895—1988)   | США             | За відкриття, що стосуються катетеризації серця та патологічних змін у системі кровообігуОригінальний текст (англ.) For their discoveries concerning heart catheterization and pathological changes in the circulatory system | [ 61 ]   |
| 1956 |         | Вернер Форсман (⅓) (1904—1979)          | ФРН             | За відкриття, що стосуються катетеризації серця та патологічних змін у системі кровообігуОригінальний текст (англ.) For their discoveries concerning heart catheterization and pathological changes in the circulatory system | [ 61 ]   |
| 1956 |         | Дікінсон Річардс (⅓) (1895—1973)        | США             | За відкриття, що стосуються катетеризації серця та патологічних змін у системі кровообігуОригінальний текст (англ.) For their discoveries concerning heart catheterization and pathological changes in the circulatory system | [ 61 ]   |
| 1957 |         | Данієле Бове (1907—1992)                | Італія          | За відкриття, що стосуються синтетичних сполук, що блокують дію деяких речовин організму, та за виявлення їхньої дії на судинну систему і скелетні м'язиОригінальний текст (англ.) For his discoveries relating to synthetic compounds that inhibit the action of certain body substances, and especially their action on the vascular system and the skeletal muscles | [ 62 ]   |
| 1958 |         | Джордж Бідл (¼) (1903—1989)             | США             | За відкриття, пов'язані з роллю генів у специфічних біохімічних процесахОригінальний текст (англ.) For their discovery that genes act by regulating definite chemical events | [ 63 ]   |
| 1958 |         | Едуард Тейтем (¼) (1909—1975)           | США             | За відкриття, пов'язані з роллю генів у специфічних біохімічних процесахОригінальний текст (англ.) For their discovery that genes act by regulating definite chemical events | [ 63 ]   |
| 1958 |         | Джошуа Ледерберг (½) (1925—2008)        | США             | За відкриття, що стосуються генетичної рекомбінації та організації генетичного матеріалу бактерійОригінальний текст (англ.) For his discoveries concerning genetic recombination and the organization of the genetic material of bacteria | [ 63 ]   |
| 1959 |         | Северо Очоа (½) (1905—1993)             | США             | За відкриття механізмів біологічного синтезу рибонуклеїнової та дезоксирибонуклеїнової кислотОригінальний текст (англ.) For their discovery of the mechanisms in the biological synthesis of ribonucleic acid and deoxyribonucleic acid | [ 64 ]   |
| 1959 |         | Артур Корнберг (½) (1918—2007)          | США             | За відкриття механізмів біологічного синтезу рибонуклеїнової та дезоксирибонуклеїнової кислотОригінальний текст (англ.) For their discovery of the mechanisms in the biological synthesis of ribonucleic acid and deoxyribonucleic acid | [ 64 ]   |
| 1960 |         | Френк Макфарлейн Бернет (½) (1899—1985) | Австралія       | За відкриття набутої імуннологічної толерантностіОригінальний текст (англ.) For discovery of acquired immunological tolerance | [ 65 ]   |
| 1960 |         | Пітер Медавар (½) (1915—1987)           | Велика Британія | За відкриття набутої імуннологічної толерантностіОригінальний текст (англ.) For discovery of acquired immunological tolerance | [ 65 ]   |

### 1961—1970
| Рік  | Портрет | Ім'я                                     | Країна                        | Обґрунтування | Примітка |
| ---- | ------- | ---------------------------------------- | ----------------------------- | --- | -------- |
| 1961 |         | Георг фон Бекеші (1899—1972)             | США                           | За відкриття фізичних механізмів сприйняття подразнень завиткиОригінальний текст (англ.) For his discoveries of the physical mechanism of stimulation within the cochlea | [ 66 ]   |
| 1962 |         | Френсіс Крік (⅓) (1916—2004)             | Велика Британія               | За відкриття, що стосуються молекулярної структури нуклеїнових кислот та їх значення для передачі інформації у живій матеріїОригінальний текст (англ.) For their discoveries concerning the molecular structure of nucleic acids and its significance for information transfer in living material                            | [ 67 ]   |
| 1962 |         | Джеймс Вотсон (⅓) (нар. 1928)            | США                           | За відкриття, що стосуються молекулярної структури нуклеїнових кислот та їх значення для передачі інформації у живій матеріїОригінальний текст (англ.) For their discoveries concerning the molecular structure of nucleic acids and its significance for information transfer in living material                            | [ 67 ]   |
| 1962 |         | Моріс Вілкінс (⅓) (1916—2004)            | Велика Британія Нова Зеландія | За відкриття, що стосуються молекулярної структури нуклеїнових кислот та їх значення для передачі інформації у живій матеріїОригінальний текст (англ.) For their discoveries concerning the molecular structure of nucleic acids and its significance for information transfer in living material                            | [ 67 ]   |
| 1963 |         | Джон Екклс (⅓) (1903—1997)               | Австралія                     | За відкриття, що стосуються іонних механізмів збудження і гальмування у периферійних і центральних ділянках мембрани нервових клітинОригінальний текст (англ.) For their discoveries concerning the ionic mechanisms involved in excitation and inhibition in the peripheral and central portions of the nerve cell membrane | [ 68 ]   |
| 1963 |         | Алан Годжкін (⅓) (1914—1998)             | Велика Британія               | За відкриття, що стосуються іонних механізмів збудження і гальмування у периферійних і центральних ділянках мембрани нервових клітинОригінальний текст (англ.) For their discoveries concerning the ionic mechanisms involved in excitation and inhibition in the peripheral and central portions of the nerve cell membrane | [ 68 ]   |
| 1963 |         | Ендрю Філдінг Гакслі (⅓) (1917—2012)     | Велика Британія               | За відкриття, що стосуються іонних механізмів збудження і гальмування у периферійних і центральних ділянках мембрани нервових клітинОригінальний текст (англ.) For their discoveries concerning the ionic mechanisms involved in excitation and inhibition in the peripheral and central portions of the nerve cell membrane | [ 68 ]   |
| 1964 |         | Конрад Блох (½) (1912—2000)              | США                           | За відкриття, що стосуються механізмів і регуляції обміну холестерину та жирних кислотОригінальний текст (англ.) For their discoveries concerning the mechanism and regulation of the cholesterol and fatty acid metabolism                                                                                                  | [ 69 ]   |
| 1964 |         | Феодор Лінен (½) (1911—1979)             | ФРН                           | За відкриття, що стосуються механізмів і регуляції обміну холестерину та жирних кислотОригінальний текст (англ.) For their discoveries concerning the mechanism and regulation of the cholesterol and fatty acid metabolism                                                                                                  | [ 69 ]   |
| 1965 |         | Франсуа Жакоб (⅓) (1920—2013)            | Франція                       | За відкриття, що стосуються генетичного контролю синтезу ферментів і вірусівОригінальний текст (англ.) For their discoveries concerning genetic control of enzyme and virus synthesis | [ 70 ]   |
| 1965 |         | Андре Львов (⅓) (1902—1994)              | Франція                       | За відкриття, що стосуються генетичного контролю синтезу ферментів і вірусівОригінальний текст (англ.) For their discoveries concerning genetic control of enzyme and virus synthesis | [ 70 ]   |
| 1965 |         | Жак Моно (⅓) (1910—1976)                 | Франція                       | За відкриття, що стосуються генетичного контролю синтезу ферментів і вірусівОригінальний текст (англ.) For their discoveries concerning genetic control of enzyme and virus synthesis | [ 70 ]   |
| 1966 |         | Френсіс Пейтон Раус (½) (1879—1970)      | США                           | За відкриття онкогенних вірусівОригінальний текст (англ.) For his discovery of tumour-inducing viruses | [ 71 ]   |
| 1966 |         | Чарлз Гаґґінс (½) (1901—1997)            | США                           | За відкриття, що стосуються гормонального лікування раку передміхурової залозиОригінальний текст (англ.) For his discoveries concerning hormonal treatment of prostatic cancer | [ 71 ]   |
| 1967 |         | Рагнар Граніт (⅓) (1900—1991)            | Швеція                        | За відкриття, пов'язанні з первинними фізіологічними й хімічними зоровими процесами в оціОригінальний текст (англ.) For their discoveries concerning the primary physiological and chemical visual processes in the eye | [ 72 ]   |
| 1967 |         | Голден Гартлайн (⅓) (1903—1983)          | США                           | За відкриття, пов'язанні з первинними фізіологічними й хімічними зоровими процесами в оціОригінальний текст (англ.) For their discoveries concerning the primary physiological and chemical visual processes in the eye | [ 72 ]   |
| 1967 |         | Джордж Уолд (⅓) (1906—1997)              | США                           | За відкриття, пов'язанні з первинними фізіологічними й хімічними зоровими процесами в оціОригінальний текст (англ.) For their discoveries concerning the primary physiological and chemical visual processes in the eye | [ 72 ]   |
| 1968 |         | Роберт Вільям Голлі (⅓) (1922—1993)      | США                           | За розшифрування генетичного коду і його ролі в синтезі білківОригінальний текст (англ.) For their interpretation of the genetic code and its function in protein synthesis | [ 73 ]   |
| 1968 |         | Гар Гобінд Корана (⅓) (1922—2011)        | США                           | За розшифрування генетичного коду і його ролі в синтезі білківОригінальний текст (англ.) For their interpretation of the genetic code and its function in protein synthesis | [ 73 ]   |
| 1968 |         | Маршалл Воррен Ніренберг (⅓) (1927—2010) | США                           | За розшифрування генетичного коду і його ролі в синтезі білківОригінальний текст (англ.) For their interpretation of the genetic code and its function in protein synthesis | [ 73 ]   |
| 1969 |         | Макс Дельбрюк (⅓) (1906—1981)            | США                           | За відкриття, що стосуються механізму реплікації і генетичної структури вірусівОригінальний текст (англ.) For their discoveries concerning the replication mechanism and the genetic structure of viruses | [ 74 ]   |
| 1969 |         | Алфред Герші (⅓) (1908—1997)             | США                           | За відкриття, що стосуються механізму реплікації і генетичної структури вірусівОригінальний текст (англ.) For their discoveries concerning the replication mechanism and the genetic structure of viruses | [ 74 ]   |
| 1969 |         | Сальвадор Лурія (⅓) (1912—1991)          | США                           | За відкриття, що стосуються механізму реплікації і генетичної структури вірусівОригінальний текст (англ.) For their discoveries concerning the replication mechanism and the genetic structure of viruses | [ 74 ]   |
| 1970 |         | Бернард Кац (⅓) (1911—2003)              | Велика Британія               | За відкриття, що стосуються гуморальних посередників у нервових закінченнях, механізмів їхнього збереження, виділення та інактиваціїОригінальний текст (англ.) For their discoveries concerning the humoral transmittors in the nerve terminals and the mechanism for their storage, release and inactivation                | [ 75 ]   |
| 1970 |         | Ульф фон Ейлер (⅓) (1905—1983)           | Швеція                        | За відкриття, що стосуються гуморальних посередників у нервових закінченнях, механізмів їхнього збереження, виділення та інактиваціїОригінальний текст (англ.) For their discoveries concerning the humoral transmittors in the nerve terminals and the mechanism for their storage, release and inactivation                | [ 75 ]   |
| 1970 |         | Джульєс Аксельрод (⅓) (1912—2004)        | США                           | За відкриття, що стосуються гуморальних посередників у нервових закінченнях, механізмів їхнього збереження, виділення та інактиваціїОригінальний текст (англ.) For their discoveries concerning the humoral transmittors in the nerve terminals and the mechanism for their storage, release and inactivation                | [ 75 ]   |

### 1971—1980
| Рік  | Портрет | Ім'я                                    | Країна          | Обґрунтування | Примітка |
| ---- | ------- | --------------------------------------- | --------------- | --- | -------- |
| 1971 |         | Ерл Сазерленд (1915—1974)               | США             | За відкриття, що стосуються механізмів дії гормонівОригінальний текст (англ.) For his discoveries concerning the mechanisms of the action of hormones | [ 76 ]   |
| 1972 |         | Джеральд Едельман (½) (1929—2014)       | США             | За відкриття, що стосуються хімічної структури антитілОригінальний текст (англ.) For their discoveries concerning the chemical structure of antibodies | [ 77 ]   |
| 1972 |         | Родні Портер (½) (1917—1985)            | Велика Британія | За відкриття, що стосуються хімічної структури антитілОригінальний текст (англ.) For their discoveries concerning the chemical structure of antibodies | [ 77 ]   |
| 1973 |         | Карл Фріш (⅓) (1886—1982)               | ФРН             | За відкриття, що стосуються організації та виявлення індивідуальних та соціальних моделей поведінкиОригінальний текст (англ.) For their discoveries concerning organization and elicitation of individual and social behaviour patterns                                 | [ 78 ]   |
| 1973 |         | Конрад Лоренц (⅓) (1903—1989)           | Австрія         | За відкриття, що стосуються організації та виявлення індивідуальних та соціальних моделей поведінкиОригінальний текст (англ.) For their discoveries concerning organization and elicitation of individual and social behaviour patterns                                 | [ 78 ]   |
| 1973 |         | Ніколас Тінберген (⅓) (1907—1988)       | Велика Британія | За відкриття, що стосуються організації та виявлення індивідуальних та соціальних моделей поведінкиОригінальний текст (англ.) For their discoveries concerning organization and elicitation of individual and social behaviour patterns                                 | [ 78 ]   |
| 1974 |         | Альбер Клод (⅓) (1899—1983)             | Бельгія         | За відкриття, що стосуються структурної і функціональної організації клітиниОригінальний текст (англ.) For their discoveries concerning the structural and functional organization of the cell                                                                          | [ 79 ]   |
| 1974 |         | Крістіан де Дюв (⅓) (1917—2013)         | Бельгія         | За відкриття, що стосуються структурної і функціональної організації клітиниОригінальний текст (англ.) For their discoveries concerning the structural and functional organization of the cell                                                                          | [ 79 ]   |
| 1974 |         | Джордж Паладе (⅓) (1912—2008)           | США             | За відкриття, що стосуються структурної і функціональної організації клітиниОригінальний текст (англ.) For their discoveries concerning the structural and functional organization of the cell                                                                          | [ 79 ]   |
| 1975 |         | Девід Балтімор (⅓) (нар. 1938)          | США             | За відкриття, що стосуються взаємодії між онковірусами і генетичним матеріалом клітиниОригінальний текст (англ.) For their discoveries concerning the interaction between tumour viruses and the genetic material of the cell                                           | [ 80 ]   |
| 1975 |         | Ренато Дульбекко (⅓) (1914—2012)        | США             | За відкриття, що стосуються взаємодії між онковірусами і генетичним матеріалом клітиниОригінальний текст (англ.) For their discoveries concerning the interaction between tumour viruses and the genetic material of the cell                                           | [ 80 ]   |
| 1975 |         | Говард Темін (⅓) (1934—1994)            | США             | За відкриття, що стосуються взаємодії між онковірусами і генетичним матеріалом клітиниОригінальний текст (англ.) For their discoveries concerning the interaction between tumour viruses and the genetic material of the cell                                           | [ 80 ]   |
| 1976 |         | Барух Бламберг (½) (1925—2011)          | США             | За відкриття, що стосуються нових механізмів походження та розповсюдження інфекційних захворюваньОригінальний текст (англ.) For their discoveries concerning new mechanisms for the origin and dissemination of infectious diseases                                     | [ 81 ]   |
| 1976 |         | Деніел Карлтон Гайдушек (½) (1923—2008) | США             | За відкриття, що стосуються нових механізмів походження та розповсюдження інфекційних захворюваньОригінальний текст (англ.) For their discoveries concerning new mechanisms for the origin and dissemination of infectious diseases                                     | [ 81 ]   |
| 1977 |         | Роже Гіймен (¼) (1924—2024)             | США             | За відкриття, пов'язані з секрецією пептидних гормонів мозкуОригінальний текст (англ.) For their discoveries concerning the peptide hormone production of the brain | [ 82 ]   |
| 1977 |         | Ендрю Віктор Шаллі (¼) (нар. 1926)      | США             | За відкриття, пов'язані з секрецією пептидних гормонів мозкуОригінальний текст (англ.) For their discoveries concerning the peptide hormone production of the brain | [ 82 ]   |
| 1977 |         | Розалін Сасмен Ялоу (½) (1921—2011)     | США             | За розвиток радіоімунних методів визначення пептидних гормонівОригінальний текст (англ.) For the development of radioimmunoassays of peptide hormones | [ 82 ]   |
| 1978 |         | Вернер Арбер (⅓) (нар. 1929)            | Швейцарія       | За відкриття рестрикційних ферментів та їхнє застосування в молекулярній генетиціОригінальний текст (англ.) For the discovery of restriction enzymes and their application to problems of molecular genetics                                                            | [ 83 ]   |
| 1978 |         | Деніел Натанс (⅓) (1928—1999)           | США             | За відкриття рестрикційних ферментів та їхнє застосування в молекулярній генетиціОригінальний текст (англ.) For the discovery of restriction enzymes and their application to problems of molecular genetics                                                            | [ 83 ]   |
| 1978 |         | Гемілтон Сміт (⅓) (нар. 1931)           | США             | За відкриття рестрикційних ферментів та їхнє застосування в молекулярній генетиціОригінальний текст (англ.) For the discovery of restriction enzymes and their application to problems of molecular genetics                                                            | [ 83 ]   |
| 1979 |         | Аллан Кормак (½) (1924—1998)            | США             | За розробку комп'ютерної томографіїОригінальний текст (англ.) For the development of computer assisted tomography | [ 84 ]   |
| 1979 |         | Годфрі Гаунсфілд (½) (1919—2004)        | Велика Британія | За розробку комп'ютерної томографіїОригінальний текст (англ.) For the development of computer assisted tomography | [ 84 ]   |
| 1980 |         | Барух Бенасерраф (⅓) (1920—2011)        | США             | За відкриття, що стосуються генетично детермінованих структур на клітинній поверхні, що регулюють імунні реакціїОригінальний текст (англ.) For their discoveries concerning genetically determined structures on the cell surface that regulate immunological reactions | [ 85 ]   |
| 1980 |         | Жан Доссе (⅓) (1916—2009)               | Франція         | За відкриття, що стосуються генетично детермінованих структур на клітинній поверхні, що регулюють імунні реакціїОригінальний текст (англ.) For their discoveries concerning genetically determined structures on the cell surface that regulate immunological reactions | [ 85 ]   |
| 1980 |         | Джордж Снелл (⅓) (1903—1996)            | США             | За відкриття, що стосуються генетично детермінованих структур на клітинній поверхні, що регулюють імунні реакціїОригінальний текст (англ.) For their discoveries concerning genetically determined structures on the cell surface that regulate immunological reactions | [ 85 ]   |

### 1981—1990
| Рік  | Портрет | Ім'я                                     | Країна                    | Обґрунтування | Примітка |
| ---- | ------- | ---------------------------------------- | ------------------------- | --- | -------- |
| 1981 |         | Роджер Сперрі (½) (1913—1994)            | США                       | За відкриття, що стосуються функціональної спеціалізації півкуль головного мозкуОригінальний текст (англ.) For his discoveries concerning the functional specialization of the cerebral hemispheres | [ 86 ]   |
| 1981 |         | Девід Гантер Г'юбел (¼) (1926—2013)      | США                       | За відкриття, що стосуються принципів обробки інформації в зоровій системіОригінальний текст (англ.) For their discoveries concerning information processing in the visual system | [ 86 ]   |
| 1981 |         | Торстен Візел (¼) (нар. 1924)            | Швеція                    | За відкриття, що стосуються принципів обробки інформації в зоровій системіОригінальний текст (англ.) For their discoveries concerning information processing in the visual system | [ 86 ]   |
| 1982 |         | Суне Бергстрем (⅓) (1916—2004)           | Швеція                    | За відкриття, що стосуються простагландинів та близьких до них біологічно активних речовинОригінальний текст (англ.) For their discoveries concerning prostaglandins and related biologically active substances | [ 87 ]   |
| 1982 |         | Бенгт Самуельсон (⅓) (1934—2024)         | Швеція                    | За відкриття, що стосуються простагландинів та близьких до них біологічно активних речовинОригінальний текст (англ.) For their discoveries concerning prostaglandins and related biologically active substances | [ 87 ]   |
| 1982 |         | Джон Роберт Вейн (⅓) (1927—2004)         | Велика Британія           | За відкриття, що стосуються простагландинів та близьких до них біологічно активних речовинОригінальний текст (англ.) For their discoveries concerning prostaglandins and related biologically active substances | [ 87 ]   |
| 1983 |         | Барбара Мак-Клінток (1902—1992)          | США                       | За відкриття мобільних генетичних елементівОригінальний текст (англ.) For her discovery of mobile genetic elements | [ 88 ]   |
| 1984 |         | Нільс Єрне (⅓) (1911—1994)               | Данія                     | За теорії щодо специфічності у розвитку і контролі імунної системи та за відкриття принципу вироблення моноклональних антитілОригінальний текст (англ.) For theories concerning the specificity in development and control of the immune system and the discovery of the principle for production of monoclonal antibodies | [ 89 ]   |
| 1984 |         | Георг Келер (⅓) (1946—1995)              | ФРН                       | За теорії щодо специфічності у розвитку і контролі імунної системи та за відкриття принципу вироблення моноклональних антитілОригінальний текст (англ.) For theories concerning the specificity in development and control of the immune system and the discovery of the principle for production of monoclonal antibodies | [ 89 ]   |
| 1984 |         | Сезар Мільштейн (⅓) (1927—2002)          | Велика Британія Аргентина | За теорії щодо специфічності у розвитку і контролі імунної системи та за відкриття принципу вироблення моноклональних антитілОригінальний текст (англ.) For theories concerning the specificity in development and control of the immune system and the discovery of the principle for production of monoclonal antibodies | [ 89 ]   |
| 1985 |         | Майкл Стюарт Браун (½) (нар. 1941)       | США                       | За відкриття, що стосуються регуляції обміну холестеринуОригінальний текст (англ.) For their discoveries concerning the regulation of cholesterol metabolism | [ 90 ]   |
| 1985 |         | Джозеф Леонард Голдштейн (½) (нар. 1940) | США                       | За відкриття, що стосуються регуляції обміну холестеринуОригінальний текст (англ.) For their discoveries concerning the regulation of cholesterol metabolism | [ 90 ]   |
| 1986 |         | Стенлі Коен (½) (1922—2020)              | США                       | За відкриття факторів ростуОригінальний текст (англ.) For their discoveries of growth factors | [ 91 ]   |
| 1986 |         | Рита Леві-Монтальчині (½) (1909—2012)    | Італія США                | За відкриття факторів ростуОригінальний текст (англ.) For their discoveries of growth factors | [ 91 ]   |
| 1987 |         | Тонеґава Сусуму (нар. 1939)              | Японія                    | За відкриття генетичного принципу генерації різновиду антитілОригінальний текст (англ.) For his discovery of the genetic principle for generation of antibody diversity | [ 92 ]   |
| 1988 |         | Джеймс Вайт Блек (⅓) (1924—2010)         | Велика Британія           | За відкриття важливих принципів медикаментозної терапіїОригінальний текст (англ.) For their discoveries of important principles for drug treatment | [ 93 ]   |
| 1988 |         | Гертруда Белл Елайон (⅓) (1918—1999)     | США                       | За відкриття важливих принципів медикаментозної терапіїОригінальний текст (англ.) For their discoveries of important principles for drug treatment | [ 93 ]   |
| 1988 |         | Джордж Гітчінгс (⅓) (1905—1998)          | США                       | За відкриття важливих принципів медикаментозної терапіїОригінальний текст (англ.) For their discoveries of important principles for drug treatment | [ 93 ]   |
| 1989 |         | Джон Майкл Бішоп (½) (нар. 1936)         | США                       | За відкриття клітинного походження ретровірусних онкогенівОригінальний текст (англ.) For their discovery of the cellular origin of retroviral oncogenes | [ 94 ]   |
| 1989 |         | Гаролд Вармус (½) (нар. 1939)            | США                       | За відкриття клітинного походження ретровірусних онкогенівОригінальний текст (англ.) For their discovery of the cellular origin of retroviral oncogenes | [ 94 ]   |
| 1990 |         | Джозеф Маррі (½) (1919—2012)             | США                       | За відкриття, що стосуються трансплантації органів та клітин при лікуванні людських хворобОригінальний текст (англ.) For their discoveries concerning organ and cell transplantation in the treatment of human disease | [ 95 ]   |
| 1990 |         | Едвард Томас (½) (1920—2012)             | США                       | За відкриття, що стосуються трансплантації органів та клітин при лікуванні людських хворобОригінальний текст (англ.) For their discoveries concerning organ and cell transplantation in the treatment of human disease | [ 95 ]   |

### 1991—2000
| Рік  | Портрет | Ім'я                                       | Країна        | Обґрунтування | Примітка |
| ---- | ------- | ------------------------------------------ | ------------- | --- | -------- |
| 1991 |         | Ервін Неєр (½) (нар. 1944)                 | Німеччина     | За відкриття, пов'язані з функціями одиночних іонних каналів в клітинахОригінальний текст (англ.) For their discoveries concerning the function of single ion channels in cells | [ 96 ]   |
| 1991 |         | Берт Закман (½) (нар. 1942)                | Німеччина     | За відкриття, пов'язані з функціями одиночних іонних каналів в клітинахОригінальний текст (англ.) For their discoveries concerning the function of single ion channels in cells | [ 96 ]   |
| 1992 |         | Едмонд Фішер (½) (1920—2021)               | США Швейцарія | За відкриття, що стосуються зворотного білкового фосфорилювання як механізму біологічної регуляціїОригінальний текст (англ.) For their discoveries concerning reversible protein phosphorylation as a biological regulatory mechanism                                               | [ 97 ]   |
| 1992 |         | Едвін Кребс (½) (1918—2009)                | США           | За відкриття, що стосуються зворотного білкового фосфорилювання як механізму біологічної регуляціїОригінальний текст (англ.) For their discoveries concerning reversible protein phosphorylation as a biological regulatory mechanism                                               | [ 97 ]   |
| 1993 |         | Річард Робертс (½) (нар. 1943)             | США           | За відкриття переривчастої структури генуОригінальний текст (англ.) For their discoveries of split genes | [ 98 ]   |
| 1993 |         | Філліп Шарп (½) (нар. 1944)                | США           | За відкриття переривчастої структури генуОригінальний текст (англ.) For their discoveries of split genes | [ 98 ]   |
| 1994 |         | Альфред Гілман (½) (1941—2015)             | США           | За відкриття G-білків та ролі цих білків у передачі сигналу в клітиніОригінальний текст (англ.) For their discovery of G-proteins and the role of these proteins in signal transduction in cells                                                                                    | [ 99 ]   |
| 1994 |         | Мартін Родбелл (½) (1925—1998)             | США           | За відкриття G-білків та ролі цих білків у передачі сигналу в клітиніОригінальний текст (англ.) For their discovery of G-proteins and the role of these proteins in signal transduction in cells                                                                                    | [ 99 ]   |
| 1995 |         | Едвард Льюїс (⅓) (1918—2004)               | США           | За відкриття, що стосуються генетичного контролю на ранніх стадіях ембріонального розвиткуОригінальний текст (англ.) For their discoveries concerning the genetic control of early embryonic development                                                                            | [ 100 ]  |
| 1995 |         | Крістіана Нюсляйн-Фольгард (⅓) (нар. 1942) | Німеччина     | За відкриття, що стосуються генетичного контролю на ранніх стадіях ембріонального розвиткуОригінальний текст (англ.) For their discoveries concerning the genetic control of early embryonic development                                                                            | [ 100 ]  |
| 1995 |         | Ерік Вішаус (⅓) (нар. 1947)                | США           | За відкриття, що стосуються генетичного контролю на ранніх стадіях ембріонального розвиткуОригінальний текст (англ.) For their discoveries concerning the genetic control of early embryonic development                                                                            | [ 100 ]  |
| 1996 |         | Пітер Догерті (½) (нар. 1940)              | Австралія     | За відкриття, пов'язані із специфічністю клітинного імунітетуОригінальний текст (англ.) For their discoveries concerning the specificity of the cell mediated immune defence | [ 101 ]  |
| 1996 |         | Рольф Цинкернагель (½) (нар. 1944)         | Швейцарія     | За відкриття, пов'язані із специфічністю клітинного імунітетуОригінальний текст (англ.) For their discoveries concerning the specificity of the cell mediated immune defence | [ 101 ]  |
| 1997 |         | Стенлі Прузінер (нар. 1942)                | США           | За відкриття пріонів — нового біологічного принципу інфекціїОригінальний текст (англ.) For his discovery of Prions — a new biological principle of infection | [ 102 ]  |
| 1998 |         | Роберт Ферчготт (⅓) (1916—2009)            | США           | За відкриття ролі оксиду азоту як сигнальної молекули в регуляції серцево-судинної системиОригінальний текст (англ.) For their discoveries concerning nitric oxide as a signalling molecule in the cardiovascular system                                                            | [ 103 ]  |
| 1998 |         | Луїс Ігнаро (⅓) (нар. 1941)                | США           | За відкриття ролі оксиду азоту як сигнальної молекули в регуляції серцево-судинної системиОригінальний текст (англ.) For their discoveries concerning nitric oxide as a signalling molecule in the cardiovascular system                                                            | [ 103 ]  |
| 1998 |         | Ферід Мурад (⅓) (1936—2023)                | США           | За відкриття ролі оксиду азоту як сигнальної молекули в регуляції серцево-судинної системиОригінальний текст (англ.) For their discoveries concerning nitric oxide as a signalling molecule in the cardiovascular system                                                            | [ 103 ]  |
| 1999 |         | Гюнтер Блобель (1936—2018)                 | США           | За відкриття у білкових молекулах внутрішніх сигнальних послідовностей, що направляють їхній транспорт і визначають локалізацію у клітиніОригінальний текст (англ.) For the discovery that proteins have intrinsic signals that govern their transport and localization in the cell | [ 104 ]  |
| 2000 |         | Арвід Карлссон (⅓) (1923—2018)             | Швеція        | За відкриття, що стосуються передачі сигналу у нервовій системіОригінальний текст (англ.) For their discoveries concerning signal transduction in the nervous system | [ 105 ]  |
| 2000 |         | Пол Грінгард (⅓) (1925—2019)               | США           | За відкриття, що стосуються передачі сигналу у нервовій системіОригінальний текст (англ.) For their discoveries concerning signal transduction in the nervous system | [ 105 ]  |
| 2000 |         | Ерік Кендел (⅓) (нар. 1929)                | США           | За відкриття, що стосуються передачі сигналу у нервовій системіОригінальний текст (англ.) For their discoveries concerning signal transduction in the nervous system | [ 105 ]  |

### 2001—2010
| Рік  | Портрет | Ім'я                                    | Країна          | Обґрунтування | Примітка |
| ---- | ------- | --------------------------------------- | --------------- | --- | -------- |
| 2001 |         | Ліланд Гартвелл (⅓) (нар. 1939)         | США             | За відкриття ключових регуляторів клітинного циклуОригінальний текст (англ.) For their discoveries of key regulators of the cell cycle | [ 106 ]  |
| 2001 |         | Тімоті Гант (⅓) (нар. 1943)             | Велика Британія | За відкриття ключових регуляторів клітинного циклуОригінальний текст (англ.) For their discoveries of key regulators of the cell cycle | [ 106 ]  |
| 2001 |         | Пол Нерс (⅓) (нар. 1949)                | Велика Британія | За відкриття ключових регуляторів клітинного циклуОригінальний текст (англ.) For their discoveries of key regulators of the cell cycle | [ 106 ]  |
| 2002 |         | Сідні Бреннер (⅓) (1927—2019)           | Велика Британія | За відкриття, що стосуються генетичного регуляції розвитку людських органів і «запрограмованої» загибелі клітиниОригінальний текст (англ.) For their discoveries concerning genetic regulation of organ development and programmed cell death                                     | [ 107 ]  |
| 2002 |         | Роберт Горвіц (⅓) (нар. 1947)           | США             | За відкриття, що стосуються генетичного регуляції розвитку людських органів і «запрограмованої» загибелі клітиниОригінальний текст (англ.) For their discoveries concerning genetic regulation of organ development and programmed cell death                                     | [ 107 ]  |
| 2002 |         | Джон Салстон (⅓) (1942—2018)            | Велика Британія | За відкриття, що стосуються генетичного регуляції розвитку людських органів і «запрограмованої» загибелі клітиниОригінальний текст (англ.) For their discoveries concerning genetic regulation of organ development and programmed cell death                                     | [ 107 ]  |
| 2003 |         | Пол Лотербур (½) (1929—2007)            | США             | За відкриття методу магнітно-резонансної томографіїОригінальний текст (англ.) For their discoveries concerning magnetic resonance imaging | [ 108 ]  |
| 2003 |         | Пітер Менсфілд (½) (1933—2017)          | Велика Британія | За відкриття методу магнітно-резонансної томографіїОригінальний текст (англ.) For their discoveries concerning magnetic resonance imaging | [ 108 ]  |
| 2004 |         | Річард Ексел (½) (нар. 1946)            | США             | За дослідження нюхових рецепторів і організації системи органів нюхуОригінальний текст (англ.) For their discoveries of odorant receptors and the organization of the olfactory system                                                                                            | [ 109 ]  |
| 2004 |         | Лінда Бак (½) (нар. 1947)               | США             | За дослідження нюхових рецепторів і організації системи органів нюхуОригінальний текст (англ.) For their discoveries of odorant receptors and the organization of the olfactory system                                                                                            | [ 109 ]  |
| 2005 |         | Баррі Джеймс Маршалл (½) (нар. 1951)    | Австралія       | За відкриття бактерії Helicobacter pylori та дослідження її впливу на виникнення гастриту і виразки шлункуОригінальний текст (англ.) For their discovery of the bacterium Helicobacter pylori and its role in gastritis and peptic ulcer disease                                  | [ 110 ]  |
| 2005 |         | Робін Воррен (½) (1937—2024)            | Австралія       | За відкриття бактерії Helicobacter pylori та дослідження її впливу на виникнення гастриту і виразки шлункуОригінальний текст (англ.) For their discovery of the bacterium Helicobacter pylori and its role in gastritis and peptic ulcer disease                                  | [ 110 ]  |
| 2006 |         | Ендрю Фаєр (½) (нар. 1959)              | США             | За відкриття РНК інтерференції — пригнічення експресії генів дволанцюговою РНКОригінальний текст (англ.) For their discovery of RNA interference — gene silencing by double-stranded RNA                                                                                          | [ 111 ]  |
| 2006 |         | Крейг Мелло (½) (нар. 1960)             | США             | За відкриття РНК інтерференції — пригнічення експресії генів дволанцюговою РНКОригінальний текст (англ.) For their discovery of RNA interference — gene silencing by double-stranded RNA                                                                                          | [ 111 ]  |
| 2007 |         | Маріо Капеккі (⅓) (нар. 1937)           | США             | За відкриття принципів запровадження специфічних генних модифікацій з використанням ембріональних стовбурових клітин у мишейОригінальний текст (англ.) For their discoveries of principles for introducing specific gene modifications in mice by the use of embryonic stem cells | [ 112 ]  |
| 2007 |         | Мартін Еванс (⅓) (нар. 1941)            | Велика Британія | За відкриття принципів запровадження специфічних генних модифікацій з використанням ембріональних стовбурових клітин у мишейОригінальний текст (англ.) For their discoveries of principles for introducing specific gene modifications in mice by the use of embryonic stem cells | [ 112 ]  |
| 2007 |         | Олівер Смітіз (⅓) (1925—2017)           | Велика Британія | За відкриття принципів запровадження специфічних генних модифікацій з використанням ембріональних стовбурових клітин у мишейОригінальний текст (англ.) For their discoveries of principles for introducing specific gene modifications in mice by the use of embryonic stem cells | [ 112 ]  |
| 2008 |         | Гаральд цур Гаузен (½) (1936—2023)      | Німеччина       | За вивчення папіломавірусу, що викликає рак шийки маткиОригінальний текст (англ.) For his discovery of human papilloma viruses causing cervical cancer | [ 113 ]  |
| 2008 |         | Франсуаза Барре-Сінуссі (¼) (нар. 1947) | Франція         | За вивчення вірусу імунодефіциту людиниОригінальний текст (англ.) For their discovery of human immunodeficiency virus | [ 113 ]  |
| 2008 |         | Люк Монтаньє (¼) (1932—2022)            | Франція         | За вивчення вірусу імунодефіциту людиниОригінальний текст (англ.) For their discovery of human immunodeficiency virus | [ 113 ]  |
| 2009 |         | Елізабет Блекберн (⅓) (нар. 1948)       | США Австралія   | За відкриття механізму захисту хромосом теломерами та ферментом теломеразоюОригінальний текст (англ.) For the discovery of how chromosomes are protected by telomeres and the enzyme telomerase                                                                                   | [ 114 ]  |
| 2009 |         | Керол Грейдер (⅓) (нар. 1961)           | США             | За відкриття механізму захисту хромосом теломерами та ферментом теломеразоюОригінальний текст (англ.) For the discovery of how chromosomes are protected by telomeres and the enzyme telomerase                                                                                   | [ 114 ]  |
| 2009 |         | Джек Шостак (⅓) (нар. 1952)             | США             | За відкриття механізму захисту хромосом теломерами та ферментом теломеразоюОригінальний текст (англ.) For the discovery of how chromosomes are protected by telomeres and the enzyme telomerase                                                                                   | [ 114 ]  |
| 2010 |         | Роберт Едвардс (1925—2013)              | Велика Британія | За розробку технології штучного заплідненняОригінальний текст (англ.) For the development of in vitro fertilization | [ 115 ]  |

### 2011—2020
| Рік  | Портрет                      | Ім'я                                     | Країна             | Обґрунтування | Примітка |
| ---- | ---------------------------- | ---------------------------------------- | ------------------ | --- | -------- |
| 2011 |                              | Брюс Бетлер (¼) (нар. 1957)              | США                | За роботи з вивчення активації вродженого імунітетуОригінальний текст (англ.) For their discoveries concerning the activation of innate immunity                                                                               | [ 116 ]  |
| 2011 |                              | Жуль Альфонс Гоффман (¼) (нар. 1941)     | Франція Люксембург | За роботи з вивчення активації вродженого імунітетуОригінальний текст (англ.) For their discoveries concerning the activation of innate immunity                                                                               | [ 116 ]  |
| 2011 |                              | Ральф Марвін Стейнман (½)(†) (1943—2011) | США Канада         | За відкриття дендритних клітин та вивчення їхньої ролі для набутого імунітетуОригінальний текст (англ.) For his discovery of the dendritic cell and its role in adaptive immunity                                              | [ 116 ]  |
| 2012 |                              | Джон Гердон (½) (нар. 1933)              | Велика Британія    | За відкриття репрограмування зрілих клітин у плюрипотентні стовбуровіОригінальний текст (англ.) For the discovery that mature cells can be reprogrammed to become pluripotent                                                  | [ 117 ]  |
| 2012 |                              | Яманака Сін'я (½) (нар. 1962)            | Японія             | За відкриття репрограмування зрілих клітин у плюрипотентні стовбуровіОригінальний текст (англ.) For the discovery that mature cells can be reprogrammed to become pluripotent                                                  | [ 117 ]  |
| 2013 |                              | Джеймс Ротман (⅓) (нар. 1947)            | США                | За відкриття механізмів регуляції доставки везикул — головної транспортної системи наших клітинОригінальний текст (англ.) For their discoveries of machinery regulating vesicle traffic, a major transport system in our cells | [ 118 ]  |
| 2013 |                              | Ренді Шекман (⅓) (нар. 1948)             | США                | За відкриття механізмів регуляції доставки везикул — головної транспортної системи наших клітинОригінальний текст (англ.) For their discoveries of machinery regulating vesicle traffic, a major transport system in our cells | [ 118 ]  |
| 2013 |                              | Томас Зюдгоф (⅓) (нар. 1955)             | Німеччина          | За відкриття механізмів регуляції доставки везикул — головної транспортної системи наших клітинОригінальний текст (англ.) For their discoveries of machinery regulating vesicle traffic, a major transport system in our cells | [ 118 ]  |
| 2014 |                              | Джон О'Кіф (½) (нар. 1939)               | США                | За відкриття просторових клітин мозку, що відповідають за систему орієнтації людини у просторіОригінальний текст (англ.) For their discoveries of cells that constitute a positioning system in the brain                      | [ 119 ]  |
| 2014 |                              | Мей-Бритт Мозер (¼) (нар. 1963)          | Норвегія           | За відкриття просторових клітин мозку, що відповідають за систему орієнтації людини у просторіОригінальний текст (англ.) For their discoveries of cells that constitute a positioning system in the brain                      | [ 119 ]  |
| 2014 | Едвард Мозер (¼) (нар. 1962) |                                          | Норвегія           | За відкриття просторових клітин мозку, що відповідають за систему орієнтації людини у просторіОригінальний текст (англ.) For their discoveries of cells that constitute a positioning system in the brain                      | [ 119 ]  |
| 2015 |                              | Вільям Кемпбелл (¼) (нар. 1930)          | Ірландія           | За відкриття, що стосуються лікування захворювань, які спричинюють паразитичні круглі червиОригінальний текст (англ.) For their discoveries concerning a novel therapy against infections caused by roundworm parasites        | [ 120 ]  |
| 2015 |                              | Сатосі Омура (¼) (нар. 1935)             | Японія             | За відкриття, що стосуються лікування захворювань, які спричинюють паразитичні круглі червиОригінальний текст (англ.) For their discoveries concerning a novel therapy against infections caused by roundworm parasites        | [ 120 ]  |
| 2015 |                              | Юю Ту (½) (нар. 1930)                    | КНР                | За відкриття, що стосуються лікування маляріїОригінальний текст (англ.) For her discoveries concerning a novel therapy against Malaria                                                                                         | [ 120 ]  |
| 2016 |                              | Йосінорі Осумі (нар. 1945)               | Японія             | За відкриття механізмів автофагіїОригінальний текст (англ.) For his discoveries of mechanisms for autophagy | [ 121 ]  |
| 2017 |                              | Джеффрі Голл (⅓) (нар. 1945)             | США                | За відкриття молекулярних механізмів, що контролюють циркадний ритмОригінальний текст (англ.) For their discoveries of molecular mechanisms controlling the circadian rhythm                                                   | [ 122 ]  |
| 2017 |                              | Майкл Росбаш (⅓) (нар. 1944)             | США                | За відкриття молекулярних механізмів, що контролюють циркадний ритмОригінальний текст (англ.) For their discoveries of molecular mechanisms controlling the circadian rhythm                                                   | [ 122 ]  |
| 2017 |                              | Майкл Янг (⅓) (нар. 1949)                | США                | За відкриття молекулярних механізмів, що контролюють циркадний ритмОригінальний текст (англ.) For their discoveries of molecular mechanisms controlling the circadian rhythm                                                   | [ 122 ]  |
| 2018 |                              | Джеймс Еллісон (½) (нар. 1948)           | США                | За відкриття терапії раку, що полягає у гальмуванні негативної імунної регуляціїОригінальний текст (англ.) For their discovery of cancer therapy by inhibition of negative immune regulation                                   | [ 123 ]  |
| 2018 |                              | Тасуку Хондзьо (½) (нар. 1942)           | Японія             | За відкриття терапії раку, що полягає у гальмуванні негативної імунної регуляціїОригінальний текст (англ.) For their discovery of cancer therapy by inhibition of negative immune regulation                                   | [ 123 ]  |
| 2019 |                              | Вільям Келін (⅓) (нар. 1957)             | США                | За дослідження того, як клітини реагують та адаптуються до доступності киснюОригінальний текст (англ.) For their discoveries of how cells sense and adapt to oxygen availability                                               | [ 124 ]  |
| 2019 |                              | Пітер Реткліфф (⅓) (нар. 1954)           | Велика Британія    | За дослідження того, як клітини реагують та адаптуються до доступності киснюОригінальний текст (англ.) For their discoveries of how cells sense and adapt to oxygen availability                                               | [ 124 ]  |
| 2019 |                              | Грег Семенза (⅓) (нар. 1956)             | США                | За дослідження того, як клітини реагують та адаптуються до доступності киснюОригінальний текст (англ.) For their discoveries of how cells sense and adapt to oxygen availability                                               | [ 124 ]  |

### з 2020
| Рік  | Портрет | Ім'я                                | Країна          | Обґрунтування | Примітка |
| ---- | ------- | ----------------------------------- | --------------- | --- | -------- |
| 2020 |         | Гарві Джеймс Альтер (⅓) (нар. 1935) | США             | За відкриття вірусу гепатиту C Оригінальний текст (англ.) For the discovery of Hepatitis C virus | [ 125 ]  |
| 2020 |         | Майкл Гоутен (⅓) (нар. 1949)        | Велика Британія | За відкриття вірусу гепатиту C Оригінальний текст (англ.) For the discovery of Hepatitis C virus | [ 125 ]  |
| 2020 |         | Чарльз Райс (⅓) (нар. 1952)         | США             | За відкриття вірусу гепатиту C Оригінальний текст (англ.) For the discovery of Hepatitis C virus | [ 125 ]  |
| 2021 |         | Девід Джуліус (½) (нар. 1954)       | США             | За відкриття рецепторів температури й дотику Оригінальний текст (англ.) For their discoveries of receptors for temperature and touch | [ 126 ]  |
| 2021 |         | Ардем Патапутян (½) (нар. 1967)     | США             | За відкриття рецепторів температури й дотику Оригінальний текст (англ.) For their discoveries of receptors for temperature and touch | [ 126 ]  |
| 2022 |         | Сванте Паабо (нар. 1955)            | Швеція          | За відкриття, які стосуються геномів вимерлих гомініні та людської еволюції Оригінальний текст (англ.) For his discoveries concerning the genomes of extinct hominins and human evolution | [ 127 ]  |
| 2023 |         | Каталін Каріко (½) (нар. 1955)      | Угорщина США    | За відкриття, які стосуються модифікацій нуклеозидних основ, що дозволило розробити ефективні мРНК-вакцини проти COVID-19 Оригінальний текст (англ.) For their discoveries concerning nucleoside base modifications that enabled the development of effective mRNA vaccines against COVID-19 | [ 128 ]  |
| 2023 |         | Дрю Вайсман (½) (нар. 1959)         | США             | За відкриття, які стосуються модифікацій нуклеозидних основ, що дозволило розробити ефективні мРНК-вакцини проти COVID-19 Оригінальний текст (англ.) For their discoveries concerning nucleoside base modifications that enabled the development of effective mRNA vaccines against COVID-19 | [ 128 ]  |
| 2024 |         | Віктор Амброс (½) (нар. 1953)       | США             | За відкриття мікроРНК та її ролі в посттранскрипційній регуляції генів Оригінальний текст (англ.) For the discovery of microRNA and its role in post-transcriptional gene regulation | [ 6 ]    |
| 2024 |         | Гері Равкан (½) (нар. 1952)         | США             | За відкриття мікроРНК та її ролі в посттранскрипційній регуляції генів Оригінальний текст (англ.) For the discovery of microRNA and its role in post-transcriptional gene regulation | [ 6 ]    |

## Кількість лауреатів за країнами
Нижче наведено рейтинг країн за кількістю їхніх нобелянтів. Відмінність між загальною кількістю нобелівських лауреатів та кількістю лауреатів у поданій нижче таблиці зумовлена тим, що деякі з лауреатів мали множинне громадянство.
| Країна            | Кількість лауреатів |
| ----------------- | ------------------- |
| США               | 110                 |
| Велика Британія   | 32                  |
| Німеччина         | 17                  |
| Франція           | 11                  |
| Швеція            | 9                   |
| Австралія         | 7                   |
| Швейцарія         | 7                   |
| Австрія           | 5                   |
| Данія             | 5                   |
| Японія            | 5                   |
| Бельгія           | 4                   |
| Італія            | 3                   |
| Канада            | 3                   |
| Аргентина         | 2                   |
| Нідерланди        | 2                   |
| Норвегія          | 2                   |
| Російська імперія | 2                   |
| Угорщина          | 2                   |
| Ірландія          | 1                   |
| Іспанія           | 1                   |
| КНР               | 1                   |
| Люксембург        | 1                   |
| Нова Зеландія     | 1                   |
| Португалія        | 1                   |